# Fessin
Jefferson Gabriel Brito Nascimento (Campina Grande, 4 de Janeiro de 1999), mais conhecido como Fessin, é um futebolista brasileiro que atua como meio-campista. Atualmente joga no Busan IPark da Coreia do Sul, emprestado pelo Corinthians.

## Carreira

### ABC
Fessin, chegou adolescente ao time potiguar, onde passou pelas categorias de base antes de subir ao time profissional. O jogador fez sua estreia como profissional aos 18 anos pelo Alvinegro de Natal em setembro de 2017, durante a reta final da Série B do Campeonato Brasileiro, e logo chamou a atenção de grandes clubes do país. Já no início de 2018, assumiu o protagonismo na equipe e também a camisa 10, sendo eleito o craque do Campeonato Potiguar.

### Corinthians
Em abril de 2018, o Corinthians anunciou a contratação de Fessin, que se apresentaria ao clube apenas em agosto do mesmo ano. O clube paulista pagou cerca de R$ 2 milhões por 80% dos direitos econômicos do atleta e firmou contrato até o fim da temporada 2021.
O Corinthians passou a utilizar o jovem promissor em sua equipe sub-20 e Fessin se tornou um dos principais nomes da equipe que viria disputar a Copa São Paulo de Futebol Júnior no início de 2019. Durante a competição, Fessin sofreu fratura na tíbia distal da perna direita após choque com o goleiro João Victor, do Ituano. Devido a lesão, o jogador ficou parado cerca de um ano e não chegou a atuar profissionalmente pelo Corinthians.

### Bahia
Como não possuía mais idade para permanecer no elenco sub-20 do Corinthians, o jogador, agora com 21 anos, entrou na lista de 'emprestáveis' do clube do Parque São Jorge. Corinthians e Bahia chegaram a um acordo e Fessin assinou por empréstimo com o Tricolor de Aço para a temporada 2020, onde viria a atuar pela equipe sub-23. No fim de abril, devido a paralisação do futebol brasileiro em razão das consequências da pandemia causada pelo novo coronavírus, o Bahia encerrou as atividade da equipe sub-23 e foi cogitado o retorno do atleta ao Corinthians, porém, o Bahia garantiu sua permanência e o integrou ao elenco principal para a disputa do Campeonato Baiano, Campeonato Brasileiro e Copa Sul-Americana.

No dia 16 de outubro, o Bahia perdia por 1 x 0 para o Goiás em partida válida pela 16ª rodada do Brasileirão. Fessin entrou no segundo tempo e já nos acréscimos, acertou um chute de fora da área marcando um lindo gol que tirou a equipe baiana da zona do rebaixamento. Esse foi o primeiro gol de Fessin pelo Bahia.

### Ponte Preta
Em 08 de junho de 2021, foi emprestado para a Ponte Preta até o final da temporada. No dia 07 de dezembro de 2021, o contrato de empréstimo foi renovado até o final da temporada 2022.

## Estatísticas
| Clube             | Temporada         | Campeonato nacional¹ | Campeonato nacional¹ | Copa nacional | Copa nacional | Competições continentais² | Competições continentais² | Outros torneios³ | Outros torneios³ | Total | Total |
| Clube             | Temporada         | Jogos                | Gols                 | Jogos         | Gols          | Jogos                     | Gols                      | Jogos            | Gols             | Jogos | Gols  |
| ----------------- | ----------------- | -------------------- | -------------------- | ------------- | ------------- | ------------------------- | ------------------------- | ---------------- | ---------------- | ----- | ----- |
| ABC               | 2017              | 13                   | 1                    | 0             | 0             | 0                         | 0                         | 0                | 0                | 13    | 1     |
| ABC               | 2018              | 3                    | 1                    | 1             | 0             | 0                         | 0                         | 19               | 6                | 23    | 7     |
| ABC               | Total             | 16                   | 2                    | 1             | 0             | 0                         | 0                         | 19               | 6                | 36    | 8     |
| Bahia             | 2020              | 12                   | 1                    | 0             | 0             | 3                         | 2                         | 4                | 0                | 19    | 3     |
| Bahia             | Total             | 12                   | 1                    | 0             | 0             | 3                         | 2                         | 4                | 0                | 19    | 3     |
| Total na Carreira | Total na Carreira | 28                   | 3                    | 1             | 0             | 3                         | 2                         | 23               | 6                | 55    | 11    |

¹Estão incluídos jogos e gols de todas as divisões nacionais, sendo no Brasil: Série A, Série B e Série C

²Estão incluídos jogos e gols da Copa Sul-Americana, Copa Libertadores e Recopa Sul-Americana

³Estão incluídos jogos e gols pelo Campeonato Estadual, Campeonato Regional, Torneios Amistosos e Amistosos

## Títulos

### ABC
- Campeonato Potiguar: 2017, 2018

### Bahia
- Campeonato Baiano: 2020

### Prêmios individuais
| Ano  | Premiação              | Prêmio               | Time | Resultado | Ref.   |
| ---- | ---------------------- | -------------------- | ---- | --------- | ------ |
| 2018 | Prêmio Craque Potiguar | Melhor meia          | ABC  | Venceu    | [ 11 ] |
| 2018 | Prêmio Craque Potiguar | Craque do Campeonato | ABC  | Venceu    | [ 11 ] |
| 2018 | Prêmio Craque Potiguar | Craque da Galera     | ABC  | Venceu    | [ 11 ] |